# 7,62 × 51 mm OTAN
El 7,62 × 51 mm OTAN es un cartucho para fusil desarrollado en los años 1950 y 1960 para ser el cartucho de arma larga estándar de los países de la OTAN. Las especificaciones del cartucho 7,62 × 51 mm OTAN no son idénticas a la del .308 Winchester, que es su versión civil (hay tres diferencias menores en las dimensiones internas). Se pueden usar sin problemas tanto la versión 7,62 x 51 mm OTAN como la versión .308 Winchester en fusiles con una recámara para el .308 Winchester (generalmente armas de origen estadounidense como el AR-10 y el M1A). Debido a que el .308 Winchester produce una presión en recámara más alta, no se recomienda usarlo en armas con una recámara de 7,62 x 51 mm OTAN (como el FAL y el G3), ya que puede dañar o inutilizar el arma y comprometer la integridad física del usuario.
Tampoco se debe confundir el 7,62 OTAN con el 7,62x54mmR, un cartucho de pestaña que es un poco más alto y que comparte básicamente el mismo rendimiento balístico.

## Historia

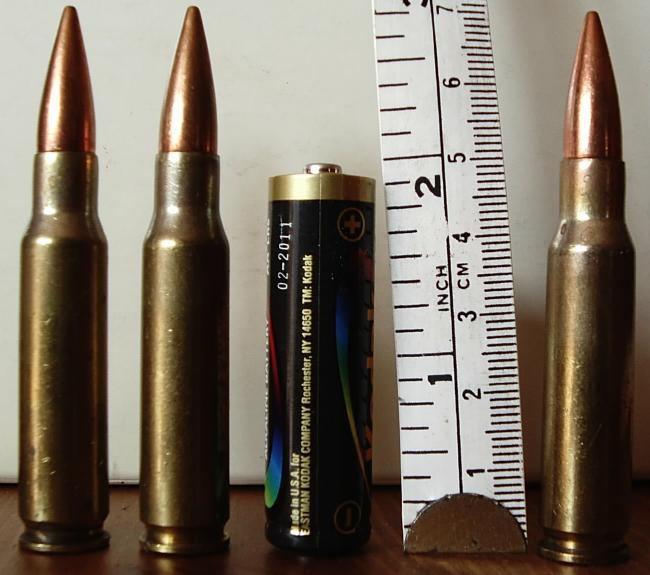
Cartuchos 7,62 × 51 mm OTAN, comparados con una pila AA

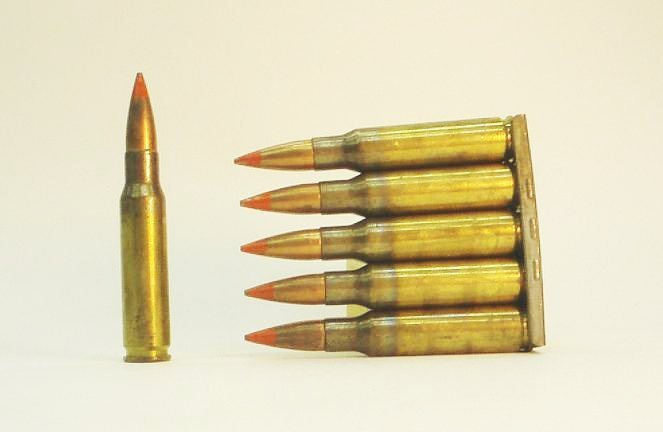
Cartuchos trazadores 7,62 × 51 mm OTAN, en un peine

El cartucho 7,62 x 51 mm OTAN fue introducido para el servicio militar en fusiles y ametralladoras. Fue puesto en servicio en Estados Unidos con el fusil M14 y la ametralladora M60 a finales de la década de 1950. El FAL de FN se convirtió en el fusil de 7,62 mm más popular en Europa y sirvió satisfactoriamente hasta principios de la década de 1980. El M14 fue reemplazado para el servicio en la infantería por el M16 en calibre 5,56 mm. Sin embargo, el M14 y muchas otras armas de fuego que usan el cartucho 7,62 x 51 OTAN permanecen en servicio, especialmente con los fusiles de francotirador y ametralladoras. El cartucho es usado por la infantería y en las ametralladoras montadas en vehículos, aeronaves y barcos.
Los trabajos para desarrollar eventualmente el 7,62 x 51 mm OTAN comenzaron al finalizar la Primera Guerra Mundial cuando quedó en evidencia que era difícil adaptar el cartucho .30-06 Springfield para armas automáticas debido a su potencia y tamaño. Un cartucho menos potente permitía crear un mecanismo más ligero. En aquel entonces el diseño más prometedor era el .276 Pedersen (7 mm). Cuando se demostró que el .30-06 Springfield era adaptable a fusiles semiautomáticos, el .276 fue abandonado.

## Introducción
El cartucho ofrece unas prestaciones balísticas similares en muchas armas al .30-06 Springfield, al que reemplazó en servicio en Estados Unidos. Aunque más corto, las cargas estándar ofrecen velocidades similares con pesos de bala similares. Pólvoras modernas permiten alcanzar la misma velocidad con una vaina de menor capacidad. Una vaina más pequeña require menos latón y permite hacer un cartucho completo más corto. Este cartucho más corto permite una reducción del tamaño de las armas que lo disparan, una reducción del retroceso y del desgaste de las piezas y además la capacidad del combatiente de llevar más cartuchos.